# Mette Grøtteland
 (septembre 2022).
Mette Grøtteland, née en 1969 à Sandnes, est la première femme pilote de chasse de la Force aérienne royale norvégienne (Luftforsvaret). Elle s'est reconvertie depuis 2006 dans le pilotage d'hélicoptère de sauvetage.

## Jeunesse et formation
Grøtteland est née en 1969 à Sandnes, en Norvège.
En 1991, alors sous-lieutenant, Grøtteland est envoyé aux États-Unis pour suivre un entraînement dans l'aviation de chasse. De retour en Norvège le 3 mars 1992, elle devient la première femme pilote de chasse norvégienne,. Elle est surnommée "Jet-Mette",.

## Première Norvégienne pilote de chasse

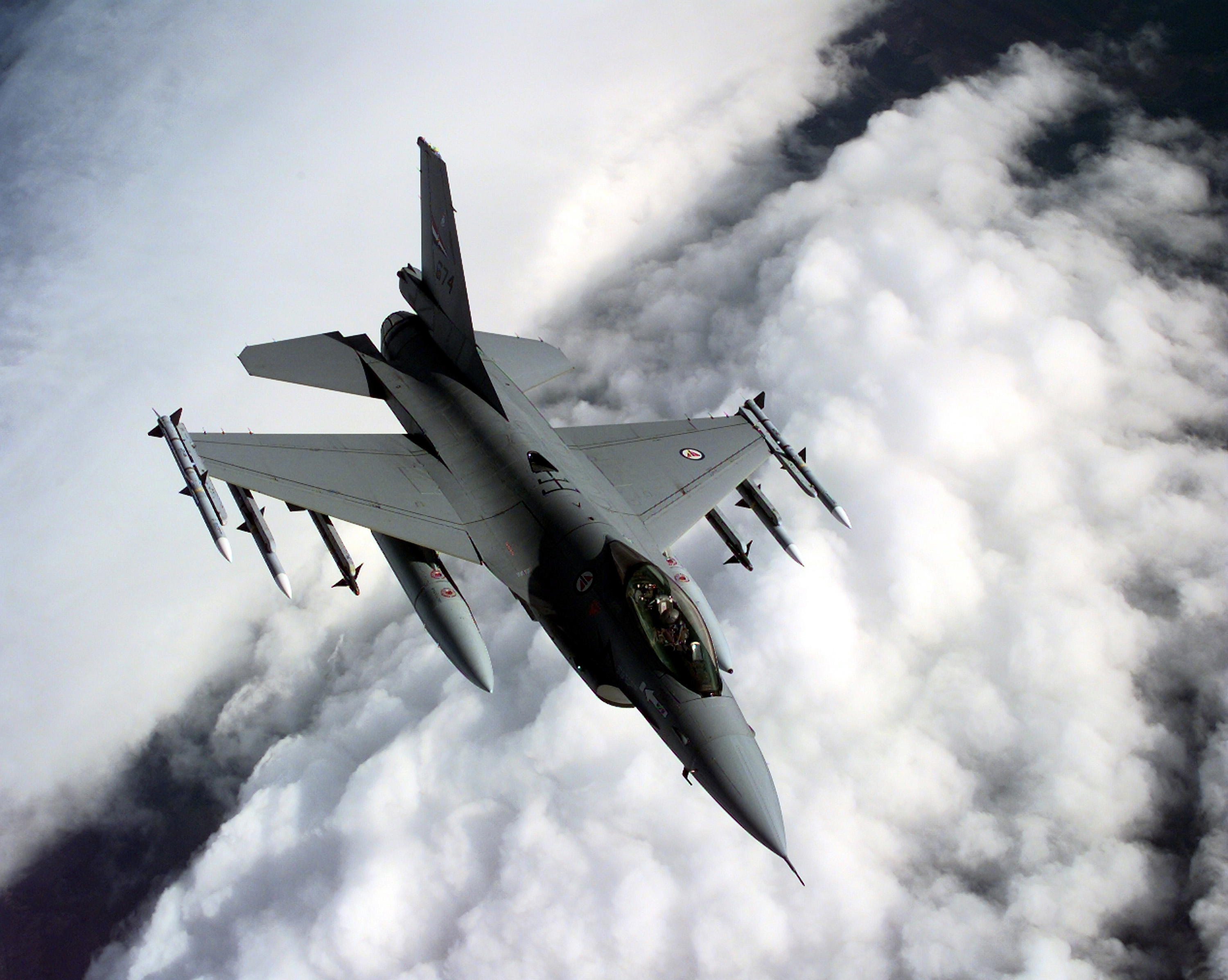
Un F-16A des forces armées norvégiennes au-dessus des Balkans. Mette Grøtteland est la première Norvégienne à piloter des F-16.

En Norvège, Grøtteland rejoint le 332e Escadron de la Luftforsvaret à la Rygge flystasjon et pilote d'abord des chasseurs Northrop F-5, avant de se convertir aux chasseurs General Dynamics F-16 Fighting Falcon à l'automne 1992. Elle est transférée au 331e Escadron de la Luftforsvaret à la station aérienne de Bodø au début de 1993. En 2000, Grøtteland a le grade de capitaine et est de nouveau basé à la Rygge flystasjon.

## Pilote d'hélicoptère
En 2006, elle se convertit au pilotage d'hélicoptère. Elle commence son service en tant que pilote d'hélicoptère Westland Sea King en 2007, en étant transférée au 330e Escadron de la Luftforsvaret à la Sola flystasjon . À l'époque, elle est l'une des trois femmes pilotes d'hélicoptère de sauvetage en Norvège. 
À propos de son nouveau métier, elle confie : "J'aimais vraiment piloter des avions de chasse. Mais maintenant, je contribue à sauver des vies, à créer de la joie pour des familles entières. C'est logique et c'est satisfaisant pour moi personnellement". 